# Placé
Placé település Franciaországban, Mayenne megyében. Lakosainak száma 354 fő (2022. január 1.). Placé Alexain, La Bigottière, Chailland, Châtillon-sur-Colmont, Contest, Montenay, Saint-Georges-Buttavent, Saint-Germain-d’Anxure és Vautorte községekkel határos.

## Népesség
A település népességének változása:
| Lakosok száma | 429  | 330  | 309  | 299  | 336  | 333  | 340  | 352  | 352  | 354  |
|               | 1968 | 1982 | 1990 | 2006 | 2013 | 2015 | 2017 | 2019 | 2020 | 2022 |